# Comuna Turivka, Teofipol
Turivka (în ucraineană Турівка) este o comună în raionul Teofipol, regiunea Hmelnîțkîi, Ucraina, formată din satele Cervona Dubîna și Turivka (reședința).

## Demografie
Componența lingvistică a comunei Turivka
     Ucraineană (97,46%)
     Alte limbi (0,79%)
Conform recensământului din 2001, majoritatea populației comunei Turivka era vorbitoare de ucraineană (97,46%), existând în minoritate și vorbitori de armeană (1,75%).